# Бердник, Виталий Иванович
Виталий Иванович Бердник (укр. Віталій Іванович Бердник; род. 1948) — советский и украинский спортсмен и тренер; Мастер спорта СССР (1970), Заслуженный тренер Украинской ССР (1980), судья международной категории (1995), Заслуженный работник физической культуры и спорта Украины (2005).

## Биография
Родился 23 сентября 1948 года в Николаеве Украинской ССР.
В 16 лет начал работать на Черноморском судостроительном заводе слесарем. Занимался акробатикой под руководством Владимира Горжия. Стал мастером спорта СССР, успешно выступал на чемпионатах Украины.
В 1974 году окончил факультет физического воспитания Николаевского педагогического института (ныне Николаевский национальный университет имени В. А. Сухомлинского). С 1970 года работал в Николаеве тренером ДЮСШ–1, а с 1990 года был директором ДЮСШ олимпийского резерва по акробатике. В этом же году начал работать тренером совместно со своим сыном Андреем..
За свою тренерскую карьеру Виталий Бердник подготовил более 50 мастеров спорта СССР и Украины. Воспитал чемпионов и призёров мира и Европы: четвёрку —  Андрея Сафонова, Дмитрия Баина, Сергея Павлова, Юрия Заверюху, а также Евгения Вильковского и других спортсменов. Успешно выступала и другая его четверка акробатов — Владислав Глущенко, Андрей Перунов, Александр и Андрей Бондаренко, которые тоже стали призерами чемпионатов мира и Европы, а также победителями Всемирных игр 2005 года. Одна из воспитанниц Бердника — акробатка Алевтина Титаренко, впоследствии стала абсолютной чемпионкой мира по фитнесу и бодибилдингу.
В 1977 году был награжден знаком «Отличник народного образования УССР». Неоднократно награждался грамотами министерства просвещения УССР, спорткомитетов УССР и СССР, его признавали лучшим тренером Украины и области. Является членом николаевского оргкомитета общегородской программы «ЧЕЛОВЕК ГОДА».